# Землекоп блідий
Землекоп блідий (Geositta isabellina) — вид горобцеподібних птахів родини горнерових (Furnariidae). Мешкає в Аргентині і Чилі.

## Поширення і екологія
Бліді землекопи гніздяться в Андах в центральній частині Чилі (від Атаками на південь до Тальки) та на заході Аргентини (Катамарка, Сан-Хуан, Мендоса). Взимку вони мігрують на північ до Антофагасти. Вони живуть серед скель, на кам'янистих пустищах та на високогірних луках. Зустрічаються на висоті від 3000 до 5000 м над рівнем моря.